# Cubophis caymanus
Espèce
Synonymes
- Alsophis angulifer var. caymanus Garman, 1887

Cubophis caymanus est une espèce de serpents de la famille des Dipsadidae.

## Répartition
Cette espèce est endémique de Grand Cayman aux îles Caïmans.

## Publication originale
- Garman, 1887 : On the reptiles and batrachians of Grand Cayman. Proceedings of the American Philosophical Society held at Philadelphia, vol. 24, p. 273-277 (texte intégral).